# 플리퍼스 기타
플리퍼스 기타(Flipper's Guitar)는 일본의 음악 그룹으로, 같은 시기에 활동한 피치카토 파이브와 함께 시부야계 음악의 선구자로 불린다. 1989년에 멤버인 오자와 켄지가 작사와 작곡을 담당한 음반 《three cheers for our side ~바다에 갈 생각은 아니었다》로 데뷔했다. 1991년에 세 번째 정규 음반인 《Doctor Head's World Tower》을 발매하고 해체를 발표했으며, 그 후, 구성원인 오야마다 케이고와 오자와 켄지는 솔로 활동을 시작했다.

## 음반 목록

### 정규 음반
1. three cheers for our side ~바다에 갈 생각은 아니었다 (1989년)
2. Camera Talk (1990년)
3. Doctor Head's World Tower (1991년)